# نادي صيد المحلة
نادي الصيد بالمحلة الرياضي، هو نادي مصري لكرة القدم مقره في المحلة، مصر. يلعب النادي حاليًا في دوري الدرجة الثانية المصري، وهو ثاني أعلى دوري في نظام الدوري المصري لكرة القدم . 